# 神戶一彥
神戶一彥，日本資深男編劇。常以別名參加動畫編劇。

## 人物簡介
1980年代之後，主要參加電視劇、動畫、特攝影集、錄影帶首映及真人電影的編劇。此外常和同行武上純希陪同參加。動畫《麵包超人》和《哆啦A夢 (朝日電視台版)》2大孩童向長壽動畫播出以來，也是少數仍持續參加至今的劇作家。

## 參加作品
- ※記號表示說明負責劇本統籌作品。
- ◎記號表示說明名義參加作品。
- 斜體字表示參加至今的作品。

### 動畫

#### 電視動畫
- 麵包超人（1988年－）◎
- 哆啦A夢 (朝日電視台版)（1989年－2006年）◎
- 超時空遊俠（1990年）◎
- 有趣漫畫入門講座（日语：まんがはじめて面白塾）（1990年）◎
- 絕對無敵雷神王（1991年）◎
- 勇者鬥惡龍 達伊的大冒險（1991年－1992年）
- 元氣爆發伏魔金剛（1992年）◎
- 機動戰士V鋼彈（1993年－1994年）
- 紅色巴隆（日语：レッドバロン (アニメ)）（1994年－1995年）
- 足球風雲（1993年－1994年）
- 真拳傳說（日语：真拳伝説タイトロード）
- 暖暖日記（1995年－1996年）◎
- 美少女戰士Sailor Stars（1996年－1997年）
- 大盜五右衛門（日语：アニメがんばれゴエモン）（1997年－1998年）
- 在夢中相遇（日语：夢で逢えたら (漫画)）（1998年）※◎
- 熱沙霸王甘達拉（日语：熱沙の覇王ガンダーラ）（1998年）
- 超級百變金剛（1998年－1999年）
- 變形金剛Neo（日语：ビーストウォーズネオ 超生命体トランスフォーマー）（1999年）
- 魔裝機神（1999年）
- 變形金剛：Car Robot（日语：トランスフォーマー カーロボット）（2000年）
- 猴王五九（日语：アソボット戦記五九）（2002年－2003年）
- 真珠美人魚（2003年－2004年）
- 真珠美人魚Pure（2004年）
- 萌趣趣（日语：モンチッチ）（2005年）
- MÄR 魔兵傳奇（2004年－2006年）
- 妖怪人間貝姆 (2006年版)（2006年）
- 古代王者 恐龍王 DKidz Adventure（2007年）
- 古代王者 恐龍王 DKidz Adventure 翼龍傳說（2008年）

#### OVA
- 創龍傳（1993年）
- 人形使（1996年）
- （2004年）
- 對魔忍淺蔥（2007年）
- 總務部總務課 山口六平太 陪審團計劃開始！（2007年）

#### 廣播劇CD
- 宇宙皇子（日语：宇宙皇子）（1988年）
- 荒野英雄傳說（日语：ガンドライバー）（1995年）
- 火焰之纹章 黎明篇（1996年）
- （1997年）
- 對決3 謙信VS信玄 龍虎相討（2004年）
- 對決5 我與吉娃娃（2006年）
- 對決6（2007年）
- 對決NEO2（2008年）
- 對決8 Battery（2009年）

### 實寫作品

#### 電視劇
- 太妹刑事III 少女忍法帖傳奇（1986年－1987年）
- 少女突擊隊泉（日语：少女コマンドーIZUMI）（1987年）
- 花之飛鳥組！（日语：花のあすか組!）（1988年）
- 電腦警察Cybercop（1988年－1989年）◎
- 怪奇千夜一夜物語（1991年）
- High Noon 正午的決鬥（日语：ハイ・ヌーン）（來自『世界奇妙物語』）（1992年）
- 妖怪傳說WARASHI（1992年）
- 電光超人古立特（1993年－1994年）
- 超人七號誕生35周年“EVOLUTION”5部曲（日语：ウルトラセブン誕生35周年“EVOLUTION”5部作）（2002年）

#### 非劇院首映
- （1990年）[2]
- 刑事 （1990年）
- （1996年）
- 2 夢投稿真（1996年）
- 外道（1998年）[3]
- 新·湘南爆走族 荒くれKNIGHT4（日语：湘南爆走族）（1998年）[4]
- 制服少女 放學後的誘惑（1998年）
- 制服少女2 放學後的誘惑（1998年）
- 闇稼業詐欺道（2000年）
- 極道任俠道 夜叉之舞（2001年）

#### 電影
- 京濱抗爭史外傳　最後的組長（2000年）[5]

## 相關項目
- 武上純希（日语：武上純希）
- 日本動畫師列表